# (200289) 2000 AT80
(200289) 2000 AT80 es un asteroide perteneciente al cinturón de asteroides descubierto el 5 de enero de 2000 por el equipo del Lincoln Near-Earth Asteroid Research desde el Laboratorio Lincoln, Socorro, Nuevo México, Estados Unidos.

## Designación y nombre
Designado provisionalmente como 2000 AT80.

## Características orbitales
2000 AT80 está situado a una distancia media del Sol de 2,775 ua, pudiendo alejarse hasta 3,204 ua y acercarse hasta 2,346 ua. Su excentricidad es 0,154 y la inclinación orbital 14,79 grados. Emplea 1688,62 días en completar una órbita alrededor del Sol.

## Características físicas
La magnitud absoluta de 2000 AT80 es 15,7. 